# Star Trek: Prodigy
Star Trek: Prodigy (Star Trek: Prodigio, en español) es una serie de televisión animada estadounidense creada por Kevin y Dan Hageman para Nickelodeon. Forma parte del universo Star Trek y se estrenó en 2021 como parte de la expansión de la franquicia del productor ejecutivo Alex Kurtzman. Prodigy sigue a un grupo de adolescentes que utilizan una nave espacial abandonada para buscar aventuras.
Brett Gray, Ella Purnell, Jason Mantzoukas, Angus Imrie, Rylee Alazraqui y Dee Bradley Baker interpretan a la joven tripulación del Protostar, Kate Mulgrew interpreta al holograma instructor Kathryn Janeway, basado en su papel de Star Trek: Voyager. Kurtzman mencionó la serie por primera vez en enero de 2019, y se confirmó un mes después con los hermanos Hageman como creadores y showrunners. Nickelodeon ordenó dos temporadas de Prodigy ese abril. La serie utiliza animación generada por ordenador, a diferencia de la animación anterior de Star Trek y está destinada a un público más joven que las series anteriores de la franquicia. En agosto de 2020 se anunció a Ben Hibon como director y productor de la serie.
Star Trek: Prodigy se estrenó el 28 de octubre de 2021 en Paramount+ con la primera temporada de 20 episodios (10 primeros episodios fueron estrenados como una primera parte, y una segunda tanda de la primera temporada que se espera se estrenen a lo largo del 2022) y después en Nickelodeon. Tras anunciarse en noviembre del mismo año una segunda temporada para finales de 2022, la serie fue cancelada y eliminada de Paramount+ en junio de 2023 antes de que se pudiera lanzar en Nickelodeon. Netflix rescató la serie añadiendo la primera temporada en su plataforma y se espera que se lance el resto en los EE. UU. y otros territorios más adelante de 2024. La segunda temporada se lanzó en Francia en france.tv en marzo de 2024 y en Netflix para Estados Unidos y parte del mundo en julio de 2024.  

## Premisa
En el año 2383, cinco años después de que la USS Voyager regresara a la Tierra, una tripulación de jóvenes alienígenas del Cuadrante Delta, encuentran una nave de la Flota Estelar abandonada, la USS Protostar. Tomarán el control de la nave y deben aprender a trabajar juntos mientras avanzan hacia un viaje desconocido hacia el Cuadrante Alfa.

## Reparto
- Brett Gray como Dal: Un joven de una especie desconocida, con una actitud "inconformista" de 17 años con muchas esperanzas.[14]
- Ella Purnell como Gwyn: Una joven Vau N'Akat de 17 años que soñaba con explorar las estrellas mientras crecía en el sombrío planeta minero de su siniestro padre.[14]
- Jason Mantzoukas como Jankom Pog: Un joven Tellarita de 16 años de edad, que siempre juega como la figura de abogado del diablo con sus compañeros.[14]
- Angus Imrie como Zero: Una forma medusiana no corpórea, sin género, forma de vida basada en la energía que lleva un traje de contención para detener a otros de volverse loco a la vista de ellos.[14]
- Rylee Alazraqui como Rok-Tahk: una tímida Brikar de 8 años que ama a los animales.[14]
- Dee Bradley Baker como Murf: una criatura con forma de mancha indestructible con buena sincronización y un apetito por las piezas de las naves espaciales.[14]
- Jimmi Simpson como Drednok: Un mortífero ejecutor robótico del servicio del Adivinador.[15] Simpson describió a Drednok como una versión más detallada del personaje Maximilian de la película The Black Hole.[13] Tiene una cierta similitud al General Grievius de Star Wars.
- John Noble como El Advino: Es el padre de Gwyn y un tirano despiadado que controla el asteroide Tars Lamora.[15] El personaje y la interpretación se inspiraron en el villano de Star Trek de Ricardo Montalbán, Khan Noonien Singh.[15]
- Kate Mulgrew como Kathryn Janeway: La excapitana de la USS Voyager; en la primera temporada aparece como la representación Holográfica basada en su figura que sirve como la Asesora Holográfica de Entrenamiento de Emergencia de la Nave.[12][16] En la segunda temporada aparece en su versión real, ahora vicealmirante de la Flota Estelar que comanda el USS Dauntless en la primera temporada y el USS Voyager-A en la segunda.

### Personajes recurrentes
- Tysess (Daveed Diggs)[17]
- Asencia (Jameela Jamil)[17]
- Noum (Jason Alexander)[17]
- Chakotay (Robert Beltran)[17]

#### Invitado
- Thadiun Okona (Billy Campbell): Capitán de un carguero rebelde.[18]

## Episodios
| Temporada | Temporada | Episodios | Episodios | Emisión original      | Emisión original        | Cadena de emisión      |
| Temporada | Temporada | Episodios | Episodios | Primera emisión       | Última emisión          | Cadena de emisión      |
| --------- | --------- | --------- | --------- | --------------------- | ----------------------- | ---------------------- |
|           | 1         | 20        | 10        | 28 de octubre de 2021 | 3 de febrero de 2022    | Paramount+ Nickelodeon |
|           | 1         | 20        | 10        | 27 de octubre de 2022 | 29 de diciembre de 2022 | Paramount+ Nickelodeon |
|           | 2         | 20        | 20        | 1 de julio de 2024    | 1 de julio de 2024      | Netflix SkyShowtime    |

## Producción

### Desarrollo
En junio de 2018, después de convertirse en el único showrunner de la serie Star Trek: Discovery, Alex Kurtzman firmó un contrato general de cinco años con CBS Television Studios para expandir la franquicia de Star Trek más allá de Discovery a varias series, miniseries y series animadas nuevas. Después del anuncio de la comedia animada para adultos Star Trek: Lower Decks, Kurtzman dijo en enero de 2019 que se lanzaría al menos una serie animada más como parte de su expansión. Esta sería una serie "centrada en los niños" que podría lanzarse en una red diferente del servicio de transmisión CBS All Access, más centrado en los adultos, donde se estrenan las otras series de Star Trek. Kurtzman dijo que las otras series animadas serían diferentes de Lower Decks tanto en tono como en estilo visual, y que esta última podría lograrse mediante el uso de tecnología diferente.
Kevin y Dan Hageman se unieron a la serie como guionistas a mediados de febrero de 2019, cuando Nickelodeon estaba en conversaciones para emitir la serie, ya que sus espectadores coinciden con el público objetivo más joven de la serie. Se esperaba que el proyecto fuera una "serie importante" para la red bajo su nuevo presidente Brian Robbins. Un mes después, Kurtzman confirmó el proyecto y dijo que las negociaciones con Nickelodeon estaban casi completas. Esperaba que la serie estuviera lista para su lanzamiento en 2021 o 2022.  Nickelodeon ordenó oficialmente la serie a fines de abril de 2019 y se confirmó que los hermanos Hageman escribirían y producirían ejecutivamente la serie junto a Kurtzman, Heather Kadin de Secret Hideout, Rod Roddenberry (el hijo del creador de Star Trek Gene Roddenberry) y Trevor Roth de Roddenberry Entertainment, y la ejecutiva de animación de CBS Television, Katie Krentz. Kadin reveló en octubre de 2019 que Nickelodeon había ordenado dos temporadas de la serie debido al trabajo de animación que se requería. También explicó que los Hageman fueron contratados debido a su trabajo en series infantiles anteriores que no eran despreciables para la audiencia y aún eran visibles para los espectadores mayores. Ella sintió que los fanáticos mayores de Star Trek podrían ver la serie con sus hijos para presentarles la franquicia.
En un artículo sobre la franquicia Star Trek en enero de 2020, The Wall Street Journal enumeró la serie como Star Trek: Prodigy.  Este título se confirmó oficialmente en julio, junto con una fecha de lanzamiento de 2021. Ramsey Naito estaba supervisando la serie para Nickelodeon como vicepresidente ejecutivo de producción y desarrollo de animación. Ben Hibon fue anunciado como director, coproductor ejecutivo y líder creativo de la serie en agosto de 2020. Naito describió a Hibon como "un narrador increíble y un constructor de mundos con una visión distinta" para la serie. En febrero de 2021, ViacomCBS anunció que Prodigy debutaría en el servicio de transmisión Paramount + junto con el resto del universo de Star Trek .  La vicepresidenta ejecutiva de desarrollo y programación de Paramount+, Julie McNamara, dijo que tendrían "lo mejor de ambos mundos" con este movimiento al presentar la serie a los fanáticos de las otras series de Star Trek en el servicio antes de llevarla a nuevas audiencias en Nickelodeon. Agregó que los datos de audiencia de CBS All Access mostraron que los fanáticos de Star Trek también vieron la serie animada La leyenda de Korra en el servicio, y este fue otro factor en la decisión de agregar Prodigy a Paramount+. En ese momento, se reveló que la primera temporada tendría 20 episodios. 
En noviembre de 2021, Paramount+ confirmó oficialmente una segunda temporada de 20 episodios. El guionista de la primera temporada, Aaron Waltke, fue ascendido a coguionista principal y coproductor ejecutivo de la segunda temporada. Un año después, Waltke dijo que había discutido con los Hageman la posibilidad de continuar la serie más allá de las dos primeras temporadas y que esperaban que pudiera durar siete temporadas antes de expandirse a películas;  Kevin Hageman explicó que pensaba que la franquicia de Star Trek podría utilizar una "serie de películas animadas épicas que tengan una nueva aventura cada dos años que toda la familia pueda ir a ver".  En junio de 2023, Paramount+ canceló varias series originales y las eliminó del servicio de transmisión a cambio de un "cargo por deterioro del contenido". Esto incluyó Star Trek: Prodigy, y fue parte de cambios más amplios de reducción de costos que estaban realizando muchos servicios de transmisión. Tampoco se esperaba que la serie regresara a Nickelodeon. El equipo continuó trabajando en la segunda temporada mientras CBS buscaba un servicio o red de transmisión diferente para lanzarla.  En octubre, la serie fue retomada por Netflix.

### Escritura
Los hermanos Hageman anunciaron la sala de guionistas de la serie en julio de 2019, que incluía a Julie y Shawna Benson, Diandra Pendleton-Thompson, Chad Quandt, Aaron Waltke, Lisa Shultz Boyd, Nikhil Jayaram, Erin McNamara y Keith Sweet.  El autor de Star Trek, David Mack, se desempeñó como consultor y asesor de la serie. La astrofísica Erin Macdonald también se desempeñó como consultora de la serie después de ser contratada como asesora científica general para la franquicia Star Trek. Trabajó en la sala de guionistas, y, a diferencia de las otras series de Star Trek, para las que se centró en la precisión científica, su papel en Prodigy se centró en la educación STEM para el público objetivo más joven de la serie.
La serie presenta a un grupo de jóvenes extraterrestres del distante Cuadrante Delta que aprenden sobre la Flota Estelar y sus ideales, lo que presenta los conceptos de Star Trek a nuevas audiencias jóvenes. Kevin Hageman sintió que los espectadores jóvenes podrían no identificarse con los "oficiales completamente formados" que protagonizan la mayoría de las series de Star Trek, por lo que Prodigy protagonizada por personajes más jóvenes también ayudó a involucrar al público objetivo. Waltke explicó que las dos primeras temporadas fueron escritas para contar una historia continua a lo largo de cuatro "mini-arcos" de 10 episodios.  Dijo que la serie cambiaría de tono cada temporada a medida que los personajes crezcan porque los escritores vieron la serie como una historia sobre jóvenes que se unen a la Flota Estelar y ascienden de rango. Waltke también dijo que la serie no ignoraría los eventos de otros proyectos de Star Trek ambientados durante la década de 2380,  incluida la serie simultánea Lower Decks y Star Trek: Picard. Los escritores trabajaron con los showrunners de las otras series para asegurar la continuidad.

### Animación
Cuando se anunció la serie, Kurtzman esperaba que el trabajo de animación de cada temporada tardara alrededor de un año en completarse.  Durante sus discusiones iniciales cuando Hibon se unió por primera vez al proyecto, los Hageman dijeron que querían crear un alcance "épico" sin perder los personajes y la emoción. El uso de animación generada por computadora fue la opción lógica para Hibon, ya que sintió que le daría a la producción todas las herramientas que necesitaban para crear una serie cinematográfica que estuviera a la par con las entradas de acción en vivo de la franquicia.  El uso de animación CG también diferenció a Prodigy de las series animadas anteriores de Star Trek, Star Trek: The Animated Series y Lower Decks. El estilo de diseño de la serie se desarrolló primero a través de dibujos en 2D antes de ser animado con animación CG en 3D,  y Kurtzman lo comparó con la serie antológica animada Love, Death & Robots en términos de "belleza, iluminación y cine". Kadin comparó además el estilo con el trabajo anterior de los Hageman en las series animadas Ninjago y Trollhunters,  mientras que Kurtzman dijo que la animación de la serie tenía calidad de largometraje y se mantendría si se proyectara en los cines.  En agosto de 2020, Kurtzman dijo que el trabajo en la animación de la serie estaba "avanzando a toda máquina, a todo vapor" en contraste con la serie de acción real Star Trek que se había retrasado por la pandemia de COVID-19.
Los diseñadores de la serie intentaron hacer que los diseños iniciales parecieran más sólidos que las series anteriores de Star Trek. Su intención era integrar más del "lenguaje clásico" de los diseños de Star Trek en Prodigy a medida que los personajes principales se acercan a la Federación y la Flota Estelar.  La Protostar, la nave central de la serie, tiene un diseño similar al USS Voyager. La secuencia del título de apertura de la serie sigue a la Protostar a través de varias anomalías espaciales, planetas y campos de escombros que forman imágenes del elenco principal.

## Estreno
Star Trek: Prodigy se estrenó el 28 de octubre de 2021 en el canal Nickelodeon, y tuvo el final de su primera temporada el 3 de febrero de 2022 con un total de 10 episodios. En Hispanoamérica, la primera temporada se emitió los sábados entre el 23 de abril y el 25 de junio de 2022. La primera temporada fue eliminada de Paramount+ cuando la serie fue cancelada en junio de 2023.  Ese octubre, Netflix retomó la serie para su transmisión en los EE. UU. y la mayoría de los territorios internacionales. La primera temporada se estrenó en Netflix en diciembre de 2023 antes de la segunda temporada en 2024. La segunda temporada estuvo disponible en Francia en france.tv el 22 de marzo de 2024, y se estrenó en Netflix el 1 de julio de 2024.

## Recepción
El sitio web de agregación de reseñas Rotten Tomatoes informó una calificación de aprobación del 94% para la primera temporada, con una calificación promedio de 8.1/10 basada en 18 reseñas. Metacritic le dio una puntuación promedio ponderada de 68 sobre 100 basada en reseñas de 5 críticos, lo que indica "críticas generalmente favorables".
La segunda temporada obtuvo un índice de aprobación del 100% en Rotten Tomatoes, basado en 6 reseñas.